# Nicolai Faber (biskop)
Nicolai Faber (født 19. juni 1789 i Odense, død 15. maj 1848 sammesteds) var en dansk biskop, broder til Frederik Faber.
Faber blev student 1807, cand. theol. 1811, underviste derefter i København, var adjunkt ved Metropolitanskolen 1813-14; men for at skaffe udkommet til sig og sin familie tog han plads på sin broders købmandskontor, skrev der en afhandling for den filosofiske doktorgrad (1817).
Efter forgæves at have søgt forskellige embeder blev han 1820 sognepræst i Allested og Vejle på Fyn, 1826 i Middelfart og Kavslunde, 1830 ved Sankt Knud i Odense og stiftsprovst og 1834 biskop over Fyns Stift. 1826 blev han dr. theol..
Faber ville en konservativ fremskridtsbevægelse inden for statskirken. Udgav 12 Prædikener (1825), skrev om almueskolen (1832) og om bibellæsninger (1834).
Han blev Ridder af Dannebrogordenen 1835, Dannebrogsmand 1840 og Kommandør 1846.

## Eksterne henvisnínger
- Faber, Nicolai i Dansk Biografisk Leksikon (1. udgave, bind 5, 1891), forfattet af L. Koch